# Nitrazepato
Il nitrazepato (venduto sotto il nome commerciale di Lorzem) è uno psicofarmaco appartenente alla categoria delle benzodiazepine che possiede proprietà ansiolitiche.